# Persoonia bargoensis
Persoonia bargoensis (лат.) — кустарник, вид рода Персоония (Persoonia) семейства Протейные (Proteaceae), эндемик штата Новый Южный Уэльс в Австралии.

## Ботаническое описание

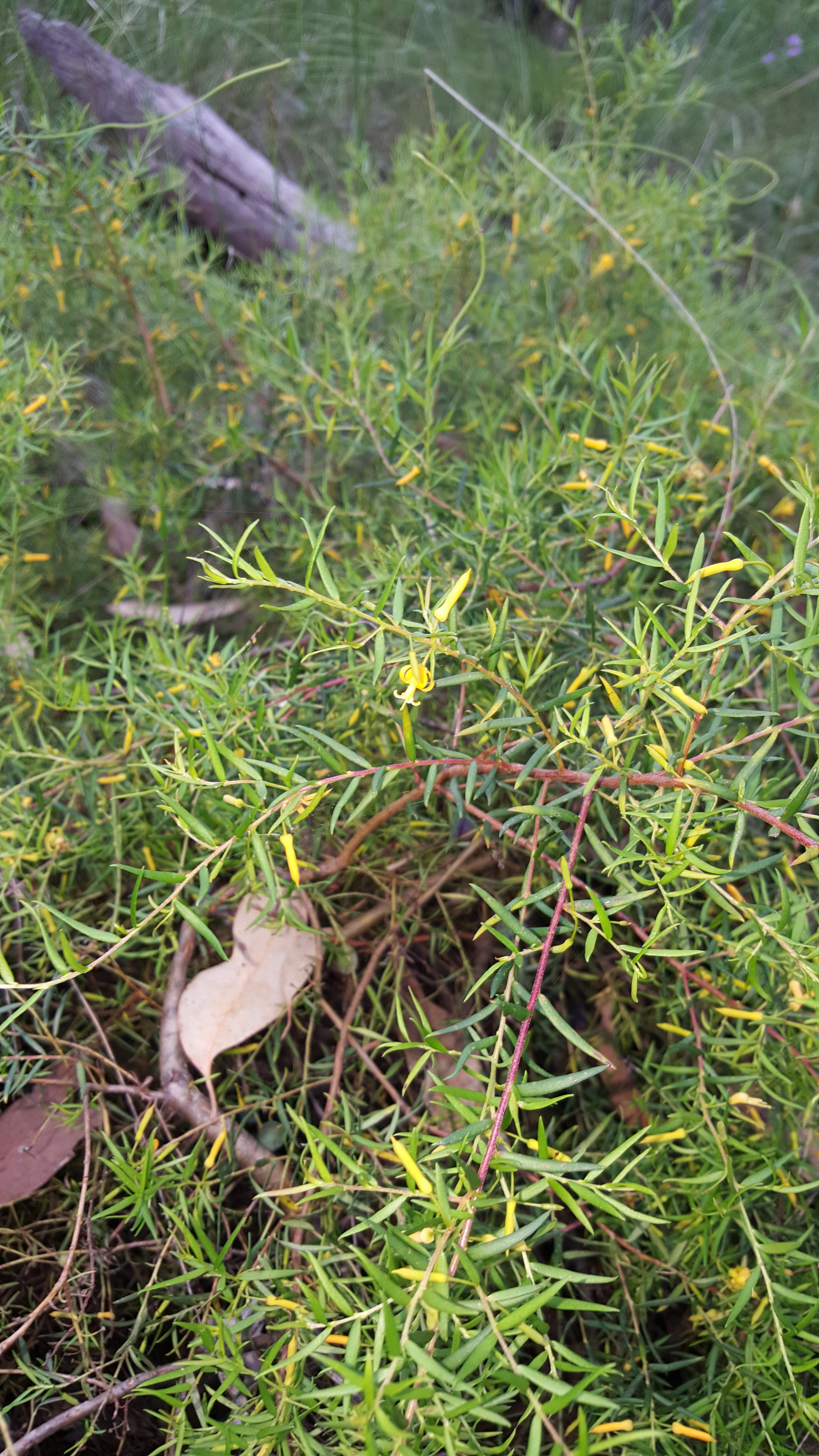
Общий вид

Persoonia bargoensis — прямостоячий густой кустарник высотой до 0,6-2,5 м с лёгким покровом коричневатых волосков на молодых ветвях. Листья расположены попеременно вдоль стеблей, от линейной до копьевидной формы, 8-24 мм в длину, 1-2,3 мм в ширину, более светлые на нижней поверхности. Цветки расположены группами до 20 в пазухах листьев или на концах веточек, которые продолжают расти после цветения. Каждый трубчатый цветок расположен на цветоножке 3-7 мм длиной и имеет жёлтые листочки околоцветника длиной 7-10 мм. Цветение происходит с декабря по январь, плод — костянка грушевидной формы длиной до 12 мм.

## Таксономия
Вид был описан в 1991 году австралийскими ботаниками Питером Уэстоном и Лоренсом Джонсоном из Национального гербария Нового Южного Уэльса на основе материала, собранного около Дуглас-Парка в 1989 году. Ранее вид считался промежуточной формой между Persoonia nutans, которая встречается в 40 км к северу, и Persoonia oxycoccoides, обнаруженной в 25 км к югу. Однако дальнейшие исследования не обнаружили никаких доказательств наличия промежуточных форм между ним и двумя другими видами. В пределах рода персоония P. bargoensis классифицируется в группе Lanceolata, состоящей из 58 близкородственных видов с похожими цветами, но очень разной листвой. Эти виды часто скрещиваются друг с другом в ареалах, где встречаются два члена группы.

## Распространение и экология
Persoonia bargoensis — эндемик австралийского штата Новый Южный Уэльс. Встречается небольшими изолированными популяциями в районе, граничащем с Пиктоном и Дуглас-Парк на севере, Яндеррой на юге, рекой Катаракт на востоке и Тирлмером на западе. Растёт на сиднейских песчаниках и сланцевых почвах Вианаматта на высоте 100—300 м над уровнем моря. Произрастает в сухих склерофилловых эвкалиптовых лесах Eucalyptus tereticornis и широколистным Eucalyptus fibrosa с травянистым подлеском из Themeda triandra или в более открытых лесах с такими деревьями, как Corymbia gummifera, Eucalyptus sclerophylla, Eucalyptus punctata, узколистный Eucalyptus sparsifolia и Angophora bakeri с кустарниковым подлеском из таких растений, как Pultenaea tuberculata. Кроме этого вид также предпочитает расти на обочинах дорог с повышенной освещённостью и отсутствием конкуренции с другими видами.

## Охранный статус
Вид классифицируется как «уязвимый» в соответствии с Законом правительства Австралии об охране окружающей среды и сохранении биоразнообразия 1999 года и как «находящийся под угрозой исчезновения» в соответствии с Законом правительства Нового Южного Уэльса о сохранении биоразнообразия 2016 года. Основные угрозы для вида включают небольшой размер популяции, потерю среды обитания и фрагментация и недостаточная поддержка популяций.